# Monflorite
Monflorite  es una localidad española del municipio de Monflorite-Lascasas, perteneciente a la provincia de Huesca, en la comunidad autónoma de Aragón.

## Geografía
La localidad está situada en un llano a la izquierda del río Flumen. Su distancia a Huesca es de 7 km. Pertenece a la comarca de la Hoya de Huesca.

## Historia

### Edad Media
La primera vez que se menciona la población es en el 1235 siendo su señor Blasco de Maza, quien en 1241 donó la población al convento oscense de la Merced para volver a manos civiles en 1265 en este caso siendo su señor Fortunio Bergua, la construcción de la torre fue en el siglo XIV, bajo la posesión de los López de Gurrea, duques de Villahermosa, quienes construyeron la torre como residencia señorial para mostrar así su poder.
En 1235 era de Blasco de Maza, quien en 1241 donó la villa, castillo y el entonces convento de Nuestra Señora de los Dolores al convento de la Merced de Huesca con la condición de mantener ahí una comunidad mixta de diez personas, siendo su hermana abadesa. 
Posteriormente en el 1265 aparece como señor Fortunio Bergua del Podio, cuando cede sus derechos sobre la Iglesia de la villa. 1330 Lope de Gurrea era el señor de la villa.
En 1344 el rey Pedro IV de Aragón dio a Lope de Gurrea el lugar de Monflorite En 1610 era del conde de Luna

### Edad Contemporánea
En 1834 se le llama Monteflorite y en 1845 se le une Bellestar
A mediados del siglo XIX, el lugar, por entonces con ayuntamiento propio, tenía contabilizada una población de 185 habitantes. Aparece descrito en el decimoprimer volumen del Diccionario geográfico-estadístico-histórico de España y sus posesiones de Ultramar de Pascual Madoz de la siguiente manera:

MONFLORITE: l. con ayunt. en la prov., part. jud. de Huesca (1 1/2 leg.), aud. terr. y c. g. de Zaragoza (11): sit. en un llano á 1/4 de hora dist. de la márg. izq. del r. Flumen, y aunque el clima es sano, se padecen tercianas, notándose que son muy escasas las personas que llegan á 40 años. Consta de 16 casas, la de ayunt., en la cual se halla establecida la escuela é igl. parr. (La Purísima Concepcion), cuyo edificio es nuevo, de piedra, de buena construccion, conteniendo 5 altares y el mayor pintados con mucho gusto: el curato es de cuarta clase, servido por 1 cura párroco de nombramiento real y ecl., y el cementerio existe á 2 tiros de fusil del pueblo, bien ventilado. El térm. confina por el N. con el de Ballestar; E. el de Ola; S. el de Corbinos, y O. el de Molinos: dentro de su circunferencia y como a 1/4 de hora del pueblo se halla un conv. que fué de Mercenarios, medio derruido, asi como su igl. El terreno es parte monte de secano, y parte de regadío por las aguas del r. Flumen: los caminos son vecinales, en regular estado. prod.: trigo, cebada, avena, vino, legumbres, maiz, cáñamo y algun lino; cria ganado lanar, cabrío y vacuno. pobl.: 30 vec., 185 alm. riqueza imp.: 40,600 rs. contr.: 5,370.
(Madoz, 1848, p. 499)

El municipio de Monflorite desapareció en 1967, al fusionarse con el de Lascasas para formar el nuevo término municipal de Monflorite-Lascasas, con capitalidad en Monflorite.

## Demografía
| Gráfica de evolución demográfica de Monflorite entre 1842 y 1960 |
| |
| Población de derecho según los censos de población del INE Población de hecho según los censos de población del INEEntre el censo de 1857 y el anterior, crece el término del municipio porque incorpora a 225044 (Bellestar de Huesca) Entre el censo de 1970 y el anterior, este municipio desaparece porque se agrupa en el municipio 22156 (Monflorite Lascasas) |

| 1970 | 2000 | 2001 | 2002 | 2003 | 2004 |
| ---- | ---- | ---- | ---- | ---- | ---- |
| 166  | 141  | 141  | 155  | 153  | 165  |

## Patrimonio
- Parroquia dedicada a San Ramón Nonato (patrón del pueblo)
- Ermita de Nuestra Señora de los Dolores(románica, siglo XII)
- Torreón del antiguo castillo, del que actualmente queda la torre gótica construida por los López de Gurrea como muestra del poder señorial pero habitable.